# Afromorgus granulatus
Afromorgus granulatus is een keversoort uit de familie beenderknagers (Trogidae). De wetenschappelijke naam van de soort is voor het eerst geldig gepubliceerd in 1783 door Herbst in Fuessly.